# Ваза Фортуні (Альгамбра)
Ваза Фортуні (Альгамбра)  — керамічна ваза з пишним арабським декором, призначена для споглядання і декорування палацової зали в Альгамбрі.

## Маріано Фортуні, художник і колекціонер
Фортуні походив з бідної родини і не мав розвиненого смаку. Коли фінансовий стан художника помітно покращився, він почав збирати старовинні речі, як тоді було модно — іспанські вишивки і килими, старовинний одяг і зброю, церковні ризи, стару кераміку, іспанські і мавританські кахлі, вироби з міді тощо. Серед раритетів колекції опинилась і мавританська крилата ваза із золотавим люстром.
Вся колекція старих речей, зібрана художником у Іспанії, була перевезена до Риму, куди перебралася на житло родина Маріано Фортуні. Несподівана смерть художника примусила родину провести інвентаризацію майна, останніх картин художника і колекції старовини. Картини і речі, зібрані художником, були продані на аукціонах у місті Париж. Серед проданих була і мавританська крилата ваза, що походила з керамічних майстерень Альгамбри або Гранади. Її ціна становила п'ять тисяч франців, а сама ваза отримала ім'я за прізвищем художника. Але ваза проіснувала набагато більше часу, ніж рано померлий художник.

## Опис вази
Про великі вази в палаці Альгамбра збереглися захоплені свідоцтва арабських візитерів у мавританську Іспанію. Вази називали «найнезвичнішими та чудовими». Захоплені оцінки відвідувачів свідчили про розвинену культуру мавританської Іспанії, де виробились особливі умови палацової і елітарної культури, коли дешевими засобами створювали враження пишності і небаченої краси. Адже вази Альгамбри не створені з золота чи срібла, це звична кераміка з розписами, вкрита люстром, що давав металічний блиск на поверхні.
Перший зразок вази Альгамбри був знайдений іспанцями ще у 16 столітті у підвалах спустошеного палацу. Ваза, що отримала назву за прізвищем художника, була знайдена ним у містечку Салар біля міста Гранада. Її палацове походження не викликає сумнівів. Як і всі альгамбрзьку вази, вона має яйцеподібне тулово, конусоподібне горло та неушкоджені крила. Нижня частина вази звужена і позбавлена декору та лютру. Ймовірно, її нижня частина первісно була прихована у дерев'яній конструкції. Це було заздалегідь усвідомлено гончарями-маврами, котрі позбавили декоруванням її нижню частину, що буде прихована.
Тулово вази має чотири смуги декору, орнамент котрих не повторюється. Використані світло-коричневі фарби на світлому тлі кемачного виробу. Смуги мають орнаменти і смуги написів (найнижчий — смуга орнаменту, вищий за нижній має куфічний напис). Третій від низу має круглі медальйони з куфічними літерами. Крила вази прикрашені зображеннями алебард, котрі вінчають зображення людських долонь. Горло вази має вертикальні рельєфні смуги, проміжки між якими прикрашені вертикальними ж орнаментами. Монохромність декору ніде не порушена введенням яскравих фарб.
Художник знайшов вазу 1871 року. Ще у 19 ст. за життя Маріано Фортуні він замовив металеву конструкцію для розташування непрактичної вази з вузьким низом. Ваза була продана на посмертному аукціоні разом із металевою конструкцією 1885 року. Її наступним володарем став дипломат Російської імперії у Парижі А. П. Базілевський, котрий збирав витвори мистецтва доби середньовіччя. Згодом мистецька збірка Базілевського була придбана до Імператорського Ермітажу.

## Галерея

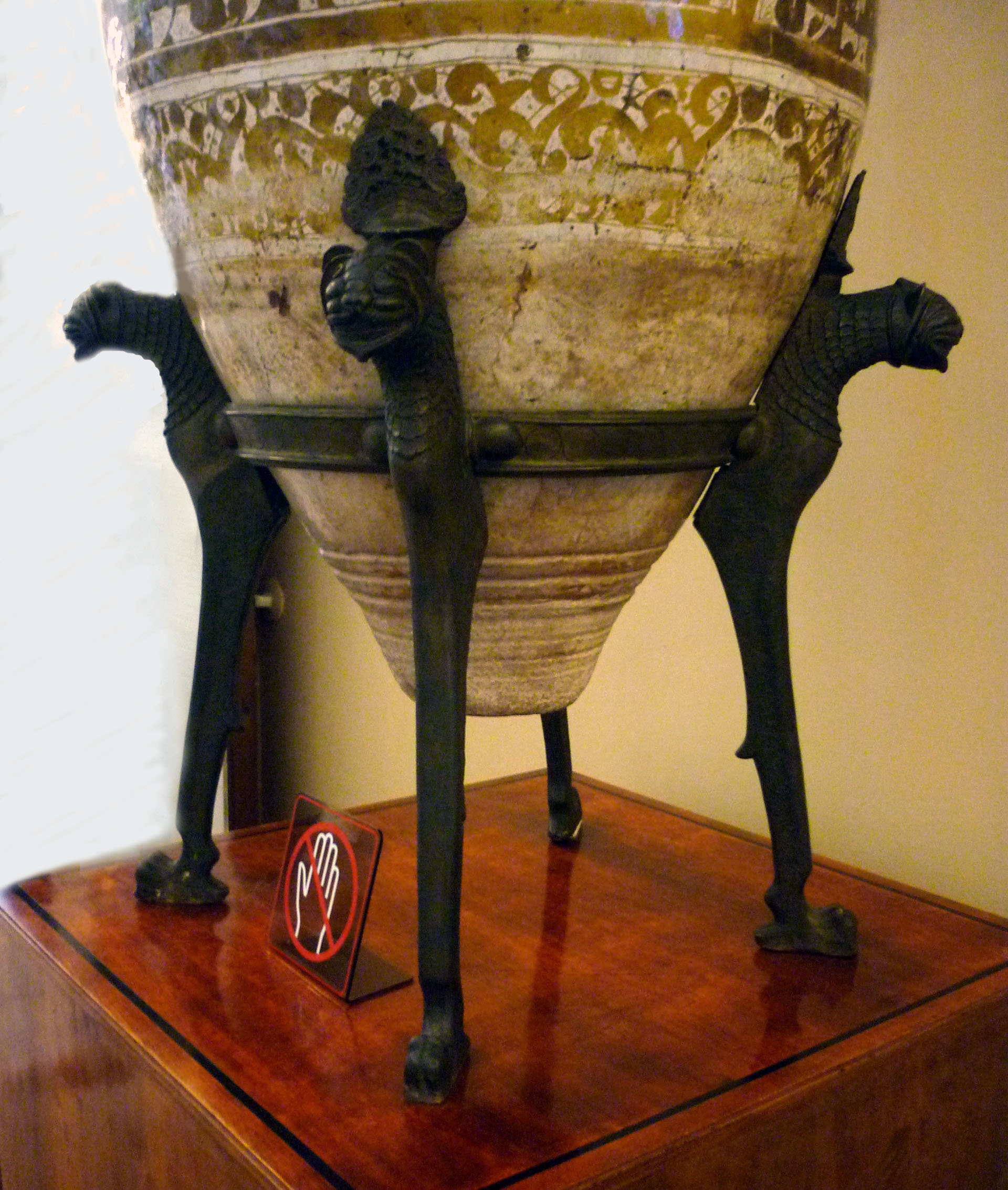
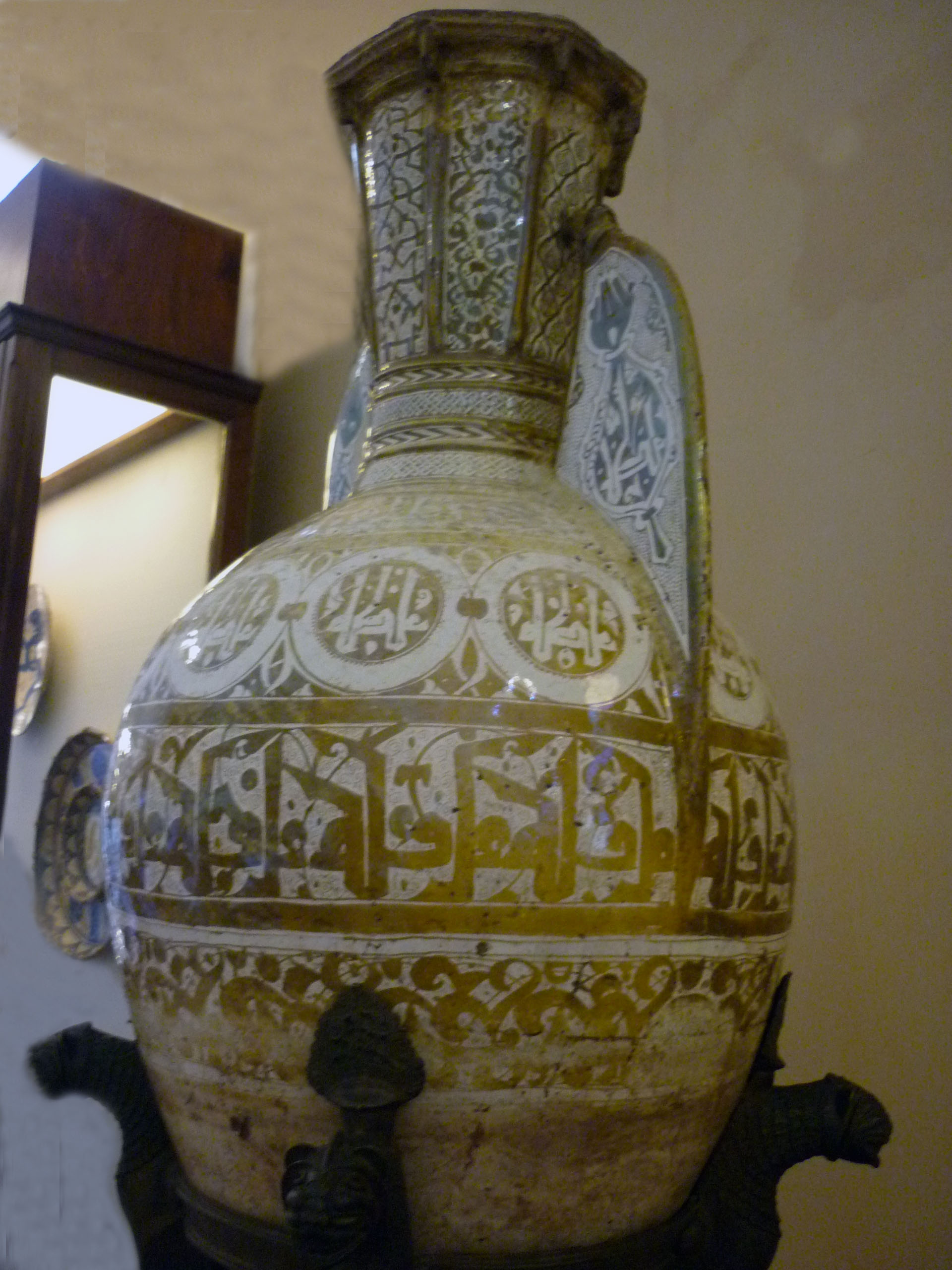
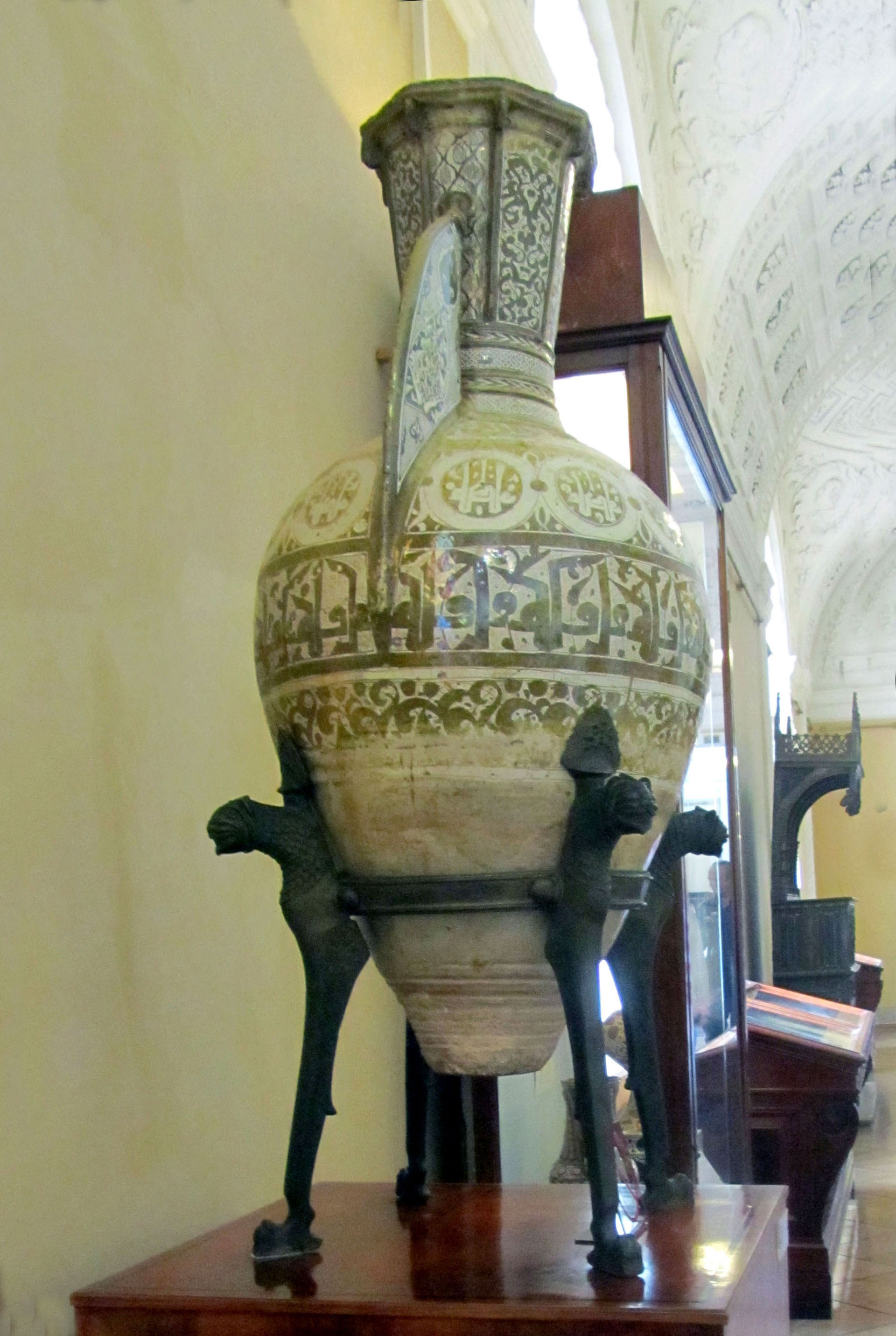